# Bar Bashmin
Bar Bashmin, mort martyr en 346, était évêque et catholicos de Séleucie et Ctésiphon.
Bar Bashim est le neveu et le second successeur de Simon bar Sabbae. Il est arrêté en 345 à Ctésiphon avec seize prêtres. Ils sont enchaînés et traînés jusqu'à Karka, la résidence d'été du roi Shapour II. Ils restent emprisonnés pendant un an et sont finalement martyrisés.